# Vršatské bradlá
Vršatské bradlá (česky Vršatská bradla) jsou pokračováním bradlového pásma, které v oblasti Trenčínského kraje prochází severním údolím Váhu. Nacházejí se severně od Ilavy, nad obcí Vršatské Podhradie, přičemž výrazně vyčnívají z okolního reliéfu flyšových Bílých Karpat. Jejich dominantní poloha je předurčila, aby na nich byl ve středověku postaven hrad, ze kterého se do dnešních dob dochovaly jen ruiny. Dnes je Vršatec přírodní rezervace s rozlohou kolem 82,4 hektaru. Patří do púchovského úseku bradlového pásma.
Ve Vršatských bradlech lze nalézt několik jednotek bradlového pásma, ale i části flyšových souvrství a kvartérní sedimenty. Celkově zde vystupují dvě bradla. Nejvyšší z nich je bradlo Chmeľová (925 m), které se nachází více na severu a je i druhým nejvyšším vrcholem Bílých Karpat, jižněji od něj se nachází z jihozápadu na severovýchod táhnoucí se bradlo Vršatec-Javorník (898 m).
Východně od Vršatských bradel se nachází bradlo Chotuč. Jihozápadně je pokračováním bradlového pásma vrch Krasín, severovýchodně pásmo vystupuje v podobě Červenokamenského bradla, Lednického bradla a dále pokračují k Púchovu.

## Geologie
Ostrý bradlový hřeben Vršatec-Javorník je tvořen hlavně Czorsztynskou bradlovou jednotkou. Tu představuje vápencová deska s převrácenou vrstevnatou posloupností, strmě ukloněná na severozápad. Skládá hlavně ze světlých a růžových lilijicových biohermních (útesových) a kalpoionelových vápenců, jako i oxfordských a bajockých vápenců, které sedimentovaly hlavně od střední po vrchní juru až spodní křídu v mělkém moři, o čemž svědčí i přítomnost fosilních liliovek a korálů. Bradlo na kterém se nachází hrad tvoří bílé krinoidové vápence, taktéž patřící do Czorsztyńskie jednotky. V bradle lze pozorovat neptunické žíly růžového kalového vápence. Samotný hrad byl postaven částečně ze zdejšího krinoidového bílého vápence, pískovců a dovezeného travertinu. Sedlo, které odděluje bradlo Vršatec-Javorník od Chmelové, bylo kdysi tvořeno slíny, pískovci a jílovce, ale do dnešních dob byly z velké části denudovány a zvětráváním obnažily krinoidové a biohermné vápence.
Oblast Chmelové je vnitřně tektonicky komplikovanější, lze zde pozorovat niedzicko-pruskou i Czorsztyńskou jednotku. Na rozdíl od oblasti Vršatec-Javorník, mohlo v této oblasti proběhnout vrásnění díky menší tloušťce vápencových souvrství. V jihozápadní části se zde našly i vrstvy vulkanických hornin asi 50 m široké a 300 m dlouhé v nadloží púchovských slínů. Sestává z hyaloklastů, skládajících se z leucitu a tefritu, které jsou částečně smíchány s okolními sedimenty. Vulkanické horniny v oblasti Vršatce pocházejí pravděpodobně z cenomanu až maastrichtu (svrchní křídy), což bylo datováno podle nalezených fosílií mikroskopických prvoků rodu foraminifera.
Zpod vrstev kvartérních sedimentů na některých místech proniká na povrch slínový obal kysucké jednotky. Skládá se z hlubinných vrstev jurských slínů a radiolaritů. Deskovité útvary radiolaritů lze nalézt jižně od Horní Lysé 819 m. Horniny bradlového obalu jsou dále reprezentovány skvrnitými slíny s vložkami břidlic ze začátku střední křídy, které lze nalézt zejména severně od Horní Lysé. Po okrajích jsou bradla obklopena kvartérními svahovými sedimenty. Z jihu zasahuje do oblasti lopenická formace flyšové bílokarpatské jednotky.

## Paleontologie
Vršatská bradla jsou významnou geologickou a paleontologickou lokalitou. Nachází se zde velké množství fosílií mělkého moře, amoniti, belemniti, lilijice, foraminifera, radiolarie, prvoci calpionela, mlži posidonia. Byly zde popsány některé endemitické druhy např. koráli Enallhelia Vršatec nebo Isastrea robusta.

## Fauna
Oblast Vršatských bradel se vyznačuje vysokým zastoupením chráněných druhů motýlů jasoně červenookého a jasoně dymnivkového. Vyskytuje se zde i otakárek fenyklový, okáč bukový a babočka bodláková. Mezi zde se vyskytující členovce patří množství pavouků, z nichž např. Centromerita concinna, se vyskytuje na Slovensku pouze na této lokalitě. V bukových lesích lze nalézt chráněné brouky, mezi které patří tesařík alpský (Rosalia alpina) a tesařík bukový (Cerambyx scopolii). Bylo zde zjištěno 65 druhů měkkýšů, s nichž některé jsou velmi ohrožené, jako například vřeténka proměnlivá a sudovka skalní (Orcula dolium), jsou místními endemity.
Z plazů se v oblasti vyskytují vzácná užovka hladká. Ptáky spolu s jestřáby a sokolovitými dravci zastupuje na skalách hnízdící krkavec velký.
Savci jsou zastoupeni vysokou zvěří jako je jelen západoevropský (Cervus elaphus hippelaphus), srnec obecný či prase divoké, ale i hlodavci jako je rejsek horský, hraboš podzemní nebo plšík lískový. Několikrát zde byl zaznamenán výskyt medvěda hnědého.

## Osídlení
Nejstarší pozůstatky osídlení Vršatských bradel byly nalezeny na Chmelové, v sedle mezi Bílým Vrchem a Dielem. Sloužily jako sezónní na dílny na zpracování bílokarpatského radiolaritu. Další doklady osídlení a prvních obyvatel obce pod horami, dnešního Vršatského Podhradí, sahají do pozdní doby bronzové, v níž zde byla zaznamenána přítomnost osady lužické kultury. Typickým zvykem této kultury bylo spalování mrtvých a stavba pohřebišť se žárovými hroby. Několik takových hrobů bylo nalezeno pod hradem, jakož i při výstavbě rekreačních zařízení.
Další výrazné stopy zanechalo v oblasti první slovanské obyvatelstvo, po kterém se našly četné nálezy železných předmětů z 9. až 10. století. Šlo o zemědělské a kovářské nástroje, kosu, součásti pluhů, motyky, kovadliny a kleště, ale také pomůcky na opracování dřeva (vrták, obouruční nože, či sekery).
Ve 13. století, po mongolském vpádu, začala stavba Vršateckého hradu. Později získal panství Matúš Čák Trenčanský, po něm Stibor ze Stibořic. Hrad vyhořel v roce 1707.

## Turistika
Výlet k Vršatským bradlům realizovat několika způsoby:
- Modrá značka: přímo z blízkého Vršatského Podhradí do sedla, resp. na parkoviště pod Vršateckým hradem
- Žlutá značka: z Červeného Kamenně podél bradla Vršatec-Javorník
- Zelená značka: z Bolešova
- Červená značka: z Vlárského průsmyku

### Naučná stezka Vršatské bradlá
Trasa naučné obousměrné okružní stezky vede v těsné blízkosti hranic přírodní rezervace s 4. a 5. stupněm ochrany. Stezka je doplněna o 10 naučných panelů, které pojednávají o geologii, historii, fauně, rostlinstvu atd. Celkově trvá průchod trasy asi 3 hodiny.